# Переговоры в Чунцине
Переговоры в Чунцине — переговоры между КПК и Гоминьданом о послевоенном устройстве Китая, происходившие в Чунцине осенью 1945 года.

## Предыстория
Когда в 1945 году стал очевиден близкий конец Второй мировой войны, обе ведущие политические силы Китая — КПК и Гоминьдан — на своих съездах в апреле-мае выдвинули программы послевоенного развития, которые оказались прямо противоположными.
Соединённые Штаты ещё во время войны старались примирить между собой КПК и Гоминьдан, чтобы они вместе боролись против Японии. Мао Цзэдун, не желая делать ставку только на поддержку СССР, старался создать у американских представителей впечатление, что с китайскими коммунистами можно иметь дела, и ему это во многом удалось. Поэтому в августе 1945 года правительство США решило воспользоваться имеющимися контактами с обеими конфликтующими сторонами и усадить их за стол переговоров. В результате дипломатических усилий американского посла Патрика Хёрли и приглашения, троекратно посланного самим Чан Кайши, делегация коммунистов в составе Мао Цзэдуна, Чжоу Эньлая и Ван Жофэя 28 августа на одном самолёте с П. Хёрли прилетела из Яньани в Чунцин. Гарантию неприкосновенности этой делегации обеспечил СССР.

## Переговоры
Переговоры в Чунцине продлились 45 дней, за это время Мао и Чан лично встретились четыре раза; практические переговоры вели от гоминьдана — Ван Шицзэ, Чжан Чжичжун, Чжан Цюнь и Шао Лицзы, от коммунистов — Чжоу Эньлай и Ван Жофэй. Коммунисты предлагали сохранить правительства созданных ими «освобождённых районов», разрешить войскам коммунистов принимать капитуляцию японских войск, урегулировать вопрос о численности войск у коммунистов и гоминьдановцев в послевоенном Китае. Гоминьдановцы настаивали на «единстве административного управления» (то есть ликвидации «освобождённых районов»).
В итоге 10 октября (в 10-й день 10-го месяца, то есть в «день двойной десятки») было подписано компромиссное соглашение.

## Итоги и последствия
11 октября 1945 года Мао Цзэдун возвратился в Яньянь, а Чжоу Эньлай и Ван Жофэй остались в Чунцине для продолжения переговоров о конкретных мерах по реализации соглашения 10 октября. Однако в связи с тем, что столкновения между войсками КПК и гоминьдана не прекращались, Чжоу Эньлай и Ван Жофэй 25 ноября возвратились в Яньань. 27 ноября президент США Г.Трумэн принял отставку П.Хёрли с поста посла США в Китае ввиду явного провала его посреднической миссии. Новая попытка предотвратить гражданскую войну была предпринята в январе 1946 года с участием уже нового представителя США — генерала Дж. Маршалла.